# Crvenorepa estrilda
Crvenorepa estrilda (Estrilda caerulescens), vrsta ptice Vrapčarke (Passeriformes) iz porodice Estrildidae koja je ime dobila po svome crvenom repu, pa je i na drugim venakularnim nazivima poznata i kao eng. Red-tailed Lavender Waxbill. Slična je vrsti E. perreini, koja se od nje razlikuje po tome što joj je rep crn, i poznata je kao crnorepa ili perreinova estrilda.

## Pradomovina
Ova ptica afričkog je porijekla gdje živi od Senegala do jugozapadnog Čada i sjevernog Kameruna. Atraktivnog je izgleda, ali agresivna tijekom gniježđenja, posebno prema pripadnicima vlastite vrste.

## Opis (izgled)
Ima karakterističnu crnu masku preko očiju, kljun joj je grimizno crven do crn, tijelo je sive boje, a rep grimizno crven. Ženke su pod mužjaka nešto sitnije i svjetlijeg trbuha. Pjevaju samo mužjaci.

## Stanište
Crvenorepa astrilda voli travnjake prošarane grmovima u planinskim područjima. 

## Navike
Živi u paru ili malenim jatima, a noć vole provesti u gnijezdima, a ako ga nema crvenorepa astrilda će spavati na grani, ponekad s glavom na dolje. Parenje u divljini počinju s gniježđenjem u drugoj polovini kišne sezone, a gnijezda grade u rašljama grana grmova i drveća, a ponekad se koriste i napuštenim gnijezdima pletilja. Ženka izleže 4 - 6 jaja, iz kojih se mladi izlijegu nakon 12 do 15 dana, a iz gnijezda počinju izlijetati nakon 16 do 18 dana starosti. Hrane sre raznim kukcima, crvima i mušicama. Brzi su letači.